# Sparpaket
Sparpaket bezeichnet im allgemeinen Sprachgebrauch ein Bündel von Maßnahmen, um ein bestimmtes Einsparungsziel zu erreichen. Es wird vor allem im Bereich der Politik verwendet, um die Verringerung des Budgetdefizites zu kennzeichnen, und hat in der Öffentlichkeit meistens einen negativen Beigeschmack.
1996 war „Sparpaket“ das Wort des Jahres in Deutschland. Im Jahr 2010 wurde es erneut im Rahmen der Schuldenbremse in der Öffentlichkeit behandelt.